# レンフルーシャー統監
レンフルーシャー統監（レンフルーシャーとうかん、英語: Lord Lieutenant of Renfrewshire）は、イギリスの官職。統監の1つで、レンフルーシャーを担当する。1789年に勃発したフランス革命がヨーロッパ諸国に飛び火するとともに1792年にはスコットランド各地で暴動がおこり、地方政府の対応に不満を感じたイギリス政府は1794年にイングランドの統監職をスコットランドでも常設職として設立した。

## 一覧
- 1794年3月17日 – 1810年4月3日：ウィリアム・マクドゥオール（英語版）[2]
- 1810年4月11日 – 1820年：第4代グラスゴー伯爵ジョージ・ボイル[2]
- 1820年2月5日 – 1822年：第11代ブランタイヤ卿ロバート・ステュアート（英語版）[2]
- 1822年12月10日 – 1825年8月：第5代準男爵サー・マイケル・ショー＝ステュアート（英語版）[2]
- 1825年8月11日 – 1838年6月13日：アーチボルド・キャンベル（英語版）[2]
- 1838年8月8日 – 1844年10月5日：アレグザンダー・スピアーズ（英語版）[2]
- 1844年10月19日 – 1869年3月11日：第5代グラスゴー伯爵ジェームズ・カー＝ボイル[2]
- 1869年4月20日 – 1903年12月10日：第7代準男爵サー・マイケル・ショー＝ステュアート（英語版）[2]
- 1904年2月6日 – 1908年7月8日：初代ブライスウッド男爵アーチボルド・キャンベル（英語版）[2]
- 1908年7月23日 – 1922年7月12日：初代準男爵サー・トマス・グレン＝コーツ（英語版）[2]
- 1922年11月25日 – 1942年6月29日：第8代準男爵サー・ヒュー・ショー＝ステュアート（英語版）[2]
- 1943年3月30日 – 1950年：アレグザンダー・アーチボルド・ハガート・スピアーズ[2]
- 1950年11月27日 – 1967年：第9代準男爵サー・ウォルター・ガイ・ショー＝ステュアート[2]
- 1967年12月12日 – 1980年：初代ミュアシール子爵ジョン・スコット・マクレイ（英語版）[2]
- 1980年11月13日 – 1994年：ジョン・デイヴィッド・マクギル・クライトン・メイトランド[2]
- 1994年10月28日 – 1997年7月27日：グールド男爵ジェームズ・グールド（英語版）[2]
- 1998年6月24日 – 2007年：キャメロン・ホールズワース・パーカー（英語版）[2][3]
- 2007年6月2日 – 2019年3月28日：ガイ・ウィンダム・ナイアル・ハミルトン・クラーク[4][5]
- 2019年3月28日 – ：ピーター・トマス・マッカーシー[5]